# Владимиров, Михаил Владимирович (дирижёр)
Михаил Владимирович Владимиров (Итцигсон) (1870—1932) — русский советский дирижёр и композитор.
Родился 28 января 1870 года[по какому календарю?] в еврейской семье в Порхове Псковской губернии. Первоначальное музыкальное образование получил дома. В 1882 году поступил в Санкт-Петербургскую консерваторию; теорию композиции изучал впоследствии под руководством Н. Ф. Соловьёва, a инструментовку — y Α. К. Лядова. В 1889 году окончил консерваторию по классу гобоя В. А. Шуберта.
С 1892 года — дирижёр Панаевского театра в Петербурге, с 1894 года был военным дирижёром в Кронштадте.
С 1897 года руководил духовым (затем — симфоническим) оркестром графа А. Д. Шереметева. С 1901 года стал также преподавателем придворной капеллы и музыкальной школы Балтийского флота, одним из основателей которой он был.
В 1903 году он дирижировал на Вагнеровских празднествах в Берлине и получил там золотую медаль и диплом «Für hervorragende künstlerische Leistungen».
В 1905 году возглавлял орг. комитет Союза оркестрантов в Петербурге, позднее председатель этого объединения («Санкт-Петербургское общество взаимопомощи оркестровых деятелей»).
В 1920 году по проекту Владимирова в Петрограде была создана военно-музыкальная школа сухопутных войск.
В 1920—1932 гг. (с перерывом в 1923—1928 гг.) он преподавал курс инструментовки для духового оркестра в Петроградской (Ленинградской) консерватории, с 1928 года — доцент.
Он переложил много фортепианных произведений для оркестрового исполнения; составил «Практическое руководство по инструментовке для духового оркестра». — М.: Гос. изд. Музыкальный сектор, 1930. — 104 с. вкл. нот.; 18 см. — (Библиотека популярных музыкальных знаний под общей ред. Е. Вилковира). Среди его произведений:
- Свадьба марионетки: Маленький вальс: Op. 21 (1900);
- Отечественная война 1812 г.: Историческая музыкальная картина для фортепиано;
- Великая Русь: Музыкальная историческая панорама для фортепиано;
- Скоро витязь мой желанный: Русская песня для голоса с фортепиано / Слова А. Волынцевой;
- Марш пионеров (1931).

Умер 13 октября 1932 года в Ленинграде.